# Дион (дем Дион-Олимп)
Дѝон или Малатрия (на гръцки: Δίον, до 1961 година Μαλαθριά, Малатрия) е село в Егейска Македония, Гърция. Селото е част от дем Дион-Олимп в административна област Централна Македония.

## География
Селото е разположено в Пиерийската равнина на 30 m надморска височина, южно от град Катерини и на 6 километра от крайбрежнието на Солунския залив, в северното подножие на планината Олимп.

## История
Край селото са развалините на античния град Дион, споменат за пръв път у Тукидид. В 1961 година селото е прекръстено по името на античния град.
Църквата „Свети Димитър“ североизточно от Дион, веднага след античния град е от XV век. Църквата „Свети Спиридон“ в южния край на Дион е от втората половина на XIX век.
В Дион има училище, гимназия, банки и поща.
| Име    | Име    | Ново име | Ново име | Описание                 |
| ------ | ------ | -------- | -------- | ------------------------ |
| Извори | Ίσβόρι | Пигес    | Πηγές    | местност на СИ от Карица |

На 2 km западно от Дион до 1940 година съществува колибарско селище Каливия Малатрияс (Καλύβια Μαλαθριάς, тоест Колиби на Малатрия), което е прекръстено на Агия Параскеви и в 1940 година е слято с Малатрия. Източно от Дион, около църквата „Свети Димитър“ в 1928 година е регистрарано и селището Неа Катерини с 39 жители, което по-късно е заличено.
Дион
| Година    | 1913 | 1920 | 1928 | 1940 | 1951 | 1961 | 1971 | 1981 | 1991 | 2001 | 2011 | 2021 |
| --------- | ---- | ---- | ---- | ---- | ---- | ---- | ---- | ---- | ---- | ---- | ---- | ---- |
| Население | 116  | 144  | 231  | 514  | 688  | 910  | 1020 | 1080 | 1149 | 1336 | 1130 | 1120 |

Каливия Малатрияс
| Година    | 1913 | 1920 | 1928 | 1940 | 1951 | 1961 | 1971 | 1981 | 1991 | 2001 | 2011 | 2021 |
| --------- | ---- | ---- | ---- | ---- | ---- | ---- | ---- | ---- | ---- | ---- | ---- | ---- |
| Население | 249  | 147  | 218  |      |      |      |      |      |      |      |      |      |

### Личности
Родени в Дион
- Аристотелис Сафетис Фекас (Αριστοτέλης Σαφέτης ή Φέκας), гръцки андартски деец, четник[10]